# Mikko Franck
Pour les personnes ayant le même patronyme, voir Franck.
Mikko Franck, né le 1er avril 1979 à Helsinki, est un chef d'orchestre finlandais. 

## Biographie

### Formation et débuts
Mikko Franck commence le violon à l'âge de 5 ans. Il poursuit ses études de violon à l'Académie Sibelius à partir de 1992. 
En l'écoutant diriger un orchestre lors d'un anniversaire, Jorma Panula le prend immédiatement comme élève privé. À 23 ans, et sans avoir obtenu de diplôme, Franck avait dirigé les principaux orchestres scandinaves de même que le Philharmonia ou le London Symphony Orchestra, l'Orchestre symphonique national de la RAI, le Staatsoper de Berlin.
Il a aussi dirigé, entre autres, l'Orchestre philharmonique de Berlin, l'Orchestre philharmonique de Munich, l'Orchestre symphonique de Chicago, l'Orchestre philharmonique de New York, l'Orchestre philharmonique de Los Angeles.

### Carrière internationale
Entre 2002 et 2007, il assure la direction artistique de l'Orchestre national de Belgique.
Son enregistrement de En saga et la Lemminkäinen Suite avec l'Orchestre symphonique de la Radio suédoise lui a valu le Diapason d’or et une nomination pour les Grammy Awards de la meilleure interprétation orchestrale en 2001.
Mikko Franck a notamment assuré la direction de l'opéra de Richard Wagner, Le Vaisseau fantôme, avec l'Orchestre philharmonique de Radio France, aux Chorégies d'Orange, le 12 juillet 2013, en présence d'une assistance de près de 10 000 spectateurs.
Il succède en 2015 à Myung-whun Chung à la tête de l'Orchestre philharmonique de Radio France, pour une période de trois ans. En février 2017, son contrat est prolongé une première fois jusqu'en 2020, une seconde fois jusqu'en septembre 2022 et de nouveau jusqu'en 2025.
En mars 2018, il est nommé ambassadeur de l'Unicef France.

## Style
Selon Christian Merlin, producteur à France Musique, le style de Franck est « sobre, précis, expressif » et respectueux des musiciens, sans essayer d'imposer sa vision des choses.
Il est arrivé à Franck de diriger assis, comme L'Aurore de Ravel et Le Sacre du Printemps de Stravinsky, les deux avec l'Orchestre philharmonique de Radio France.

## Discographie
- Jean Sibelius : la suite Lemminkäinen et le poème symphonique En saga, enregistrés avec l'Orchestre Symphonique de la radio suédoise[9].
- Jean Sibelius : le poème symphonique En saga enregistré avec l'orchestre symphonique de la radio suédoise sur un disque avec cinq autres morceaux de Sibelius joués par d'autres chefs[10].
- Piotr Ilitch Tchaïkovski : Symphonie n° 6 en si mineur, op. 74 Pathétique ainsi que Einojuhani Rautavaara - Apotheosis, les deux enregistrés avec l'orchestre symphonique de la radio suédoise[11].
- Einojuhani Rautavaara - l'opéra "tragedia buffa" The House of the Sun avec l'Oulu Symphony Orchestra et Jukka Romu (basse), Raija Regnell (mezzo-soprano), Ulla Raiskio (alto), Tuomas Katajala (ténor), Petri Backstrom (ténor), Tommi Hakala (baryton), Markus Nieminen (baryton), Helena Juntunen (soprano), Mia Huhta (soprano) et Anne-Kristiina Kaappola (soprano)[12].
- L'opéra Rasputin de Einojuhani Rautavaara avec l'orchestre et le chœur de l'Opéra national de Finlande, accompagné de Lilli Paasikivi (mezzo-soprano), Jorma Hynninen (baryton), Jyrki Anttila (ténor), Riikka Rantanen (mezzo-soprano), Ritva-Liisa Korhonen (soprano), Jyrki Korhonen (basse), Gabriel Suovanen (baryton), Matti Salminen (basse), ainsi que Lassi Virtanen (ténor)[13].
- Einojuhani Rautavaara - Symphonie n° 1, Adagio Celeste et Book of Visions enregistrés avec l'Orchestre national de Belgique[14].